# Olešský rybník
Olešský rybník nebo také Stará Oleška je rybník, který se nachází východně od Staré Olešky, asi 5 km západně od obce Česká Kamenice v Růžovské vrchovině. Má rozlohu 12 ha.

## Vodní režim
Rybníkem protéká potok Olešnička, která je pravým přítokem Kamenice.

## Pobřeží
Severovýchodní břeh je lesnatý, stejně jako dva větší poloostrovy.

## Využití
Slouží především k chovu ryb. Na severním břehu se nachází koupaliště. Západní část rybníka je chráněna coby přírodní rezervace Stará Oleška.

## Zajímavosti
V roce 1972 dopadl těsně k jeho hrázi utržený levý motor letounu DC-9, letícího na lince JAT 367. Nehoda se stala světově proslulou tím, že při ní přežila pád z výšky 10 km letuška Vesna Vulović.

## Fotogalerie

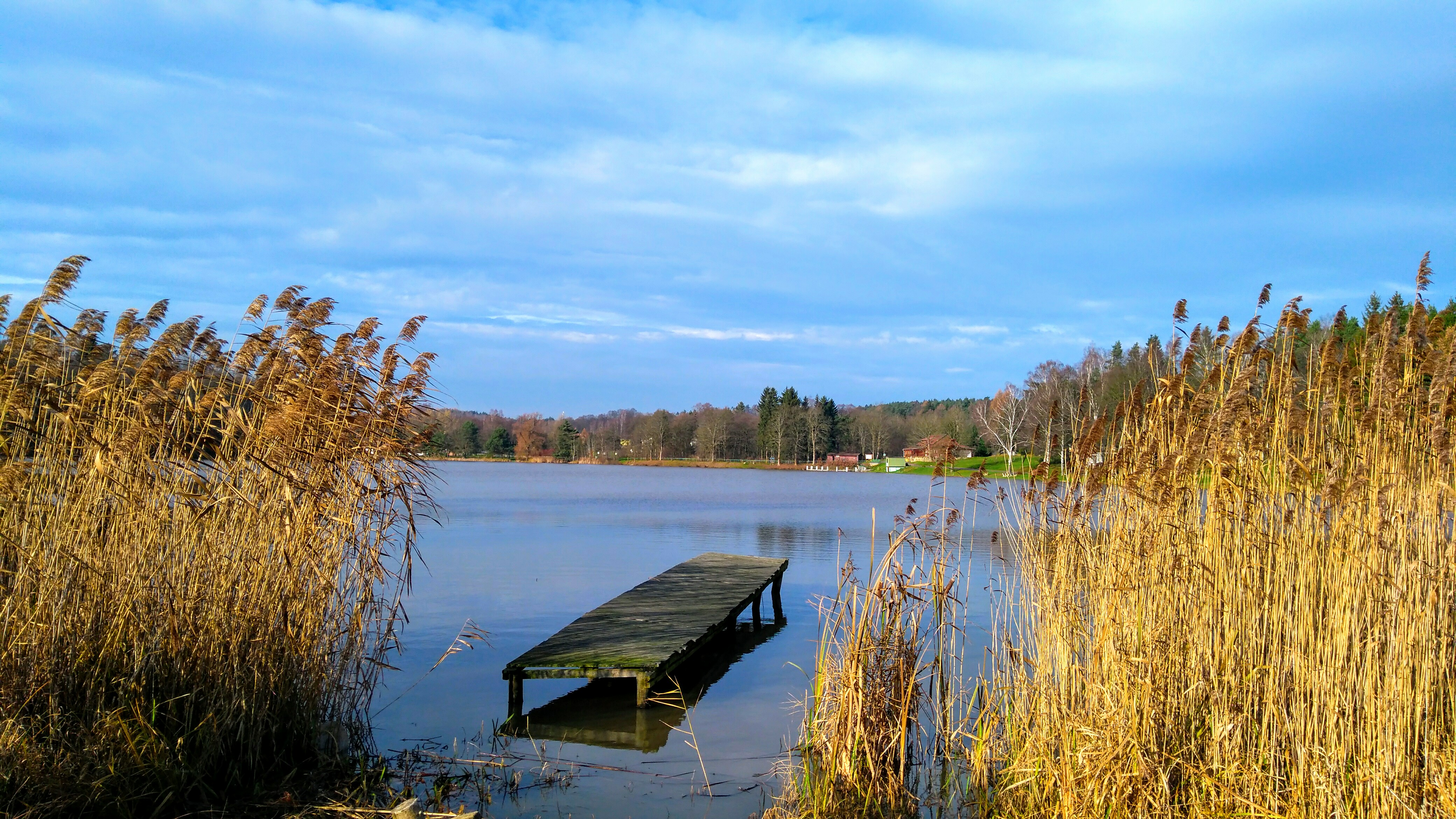
Východní břeh.
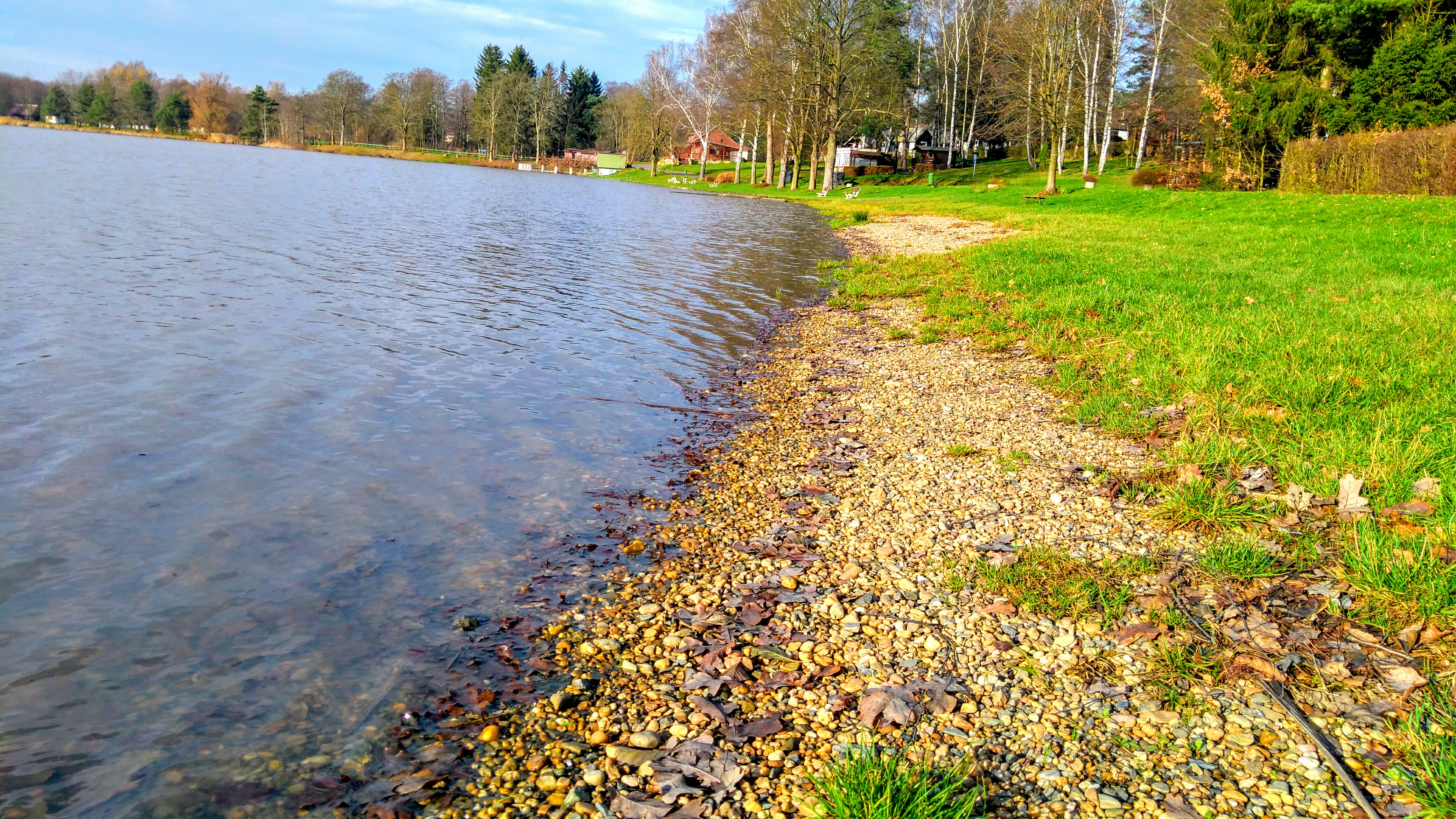
Pláž na severním břehu.
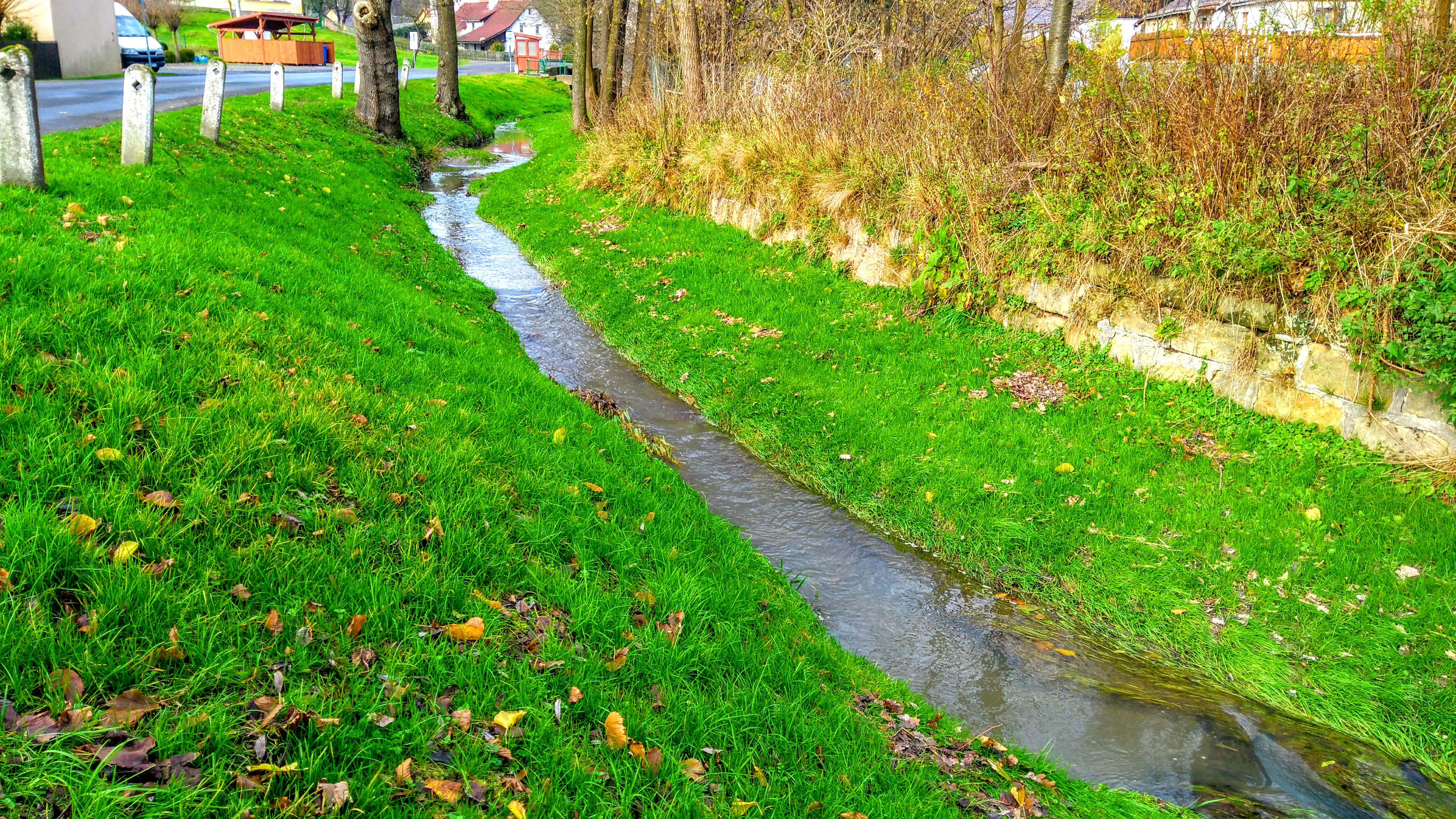
Potok Olešnička ve Staré Olešce před vtokem do rybníku.
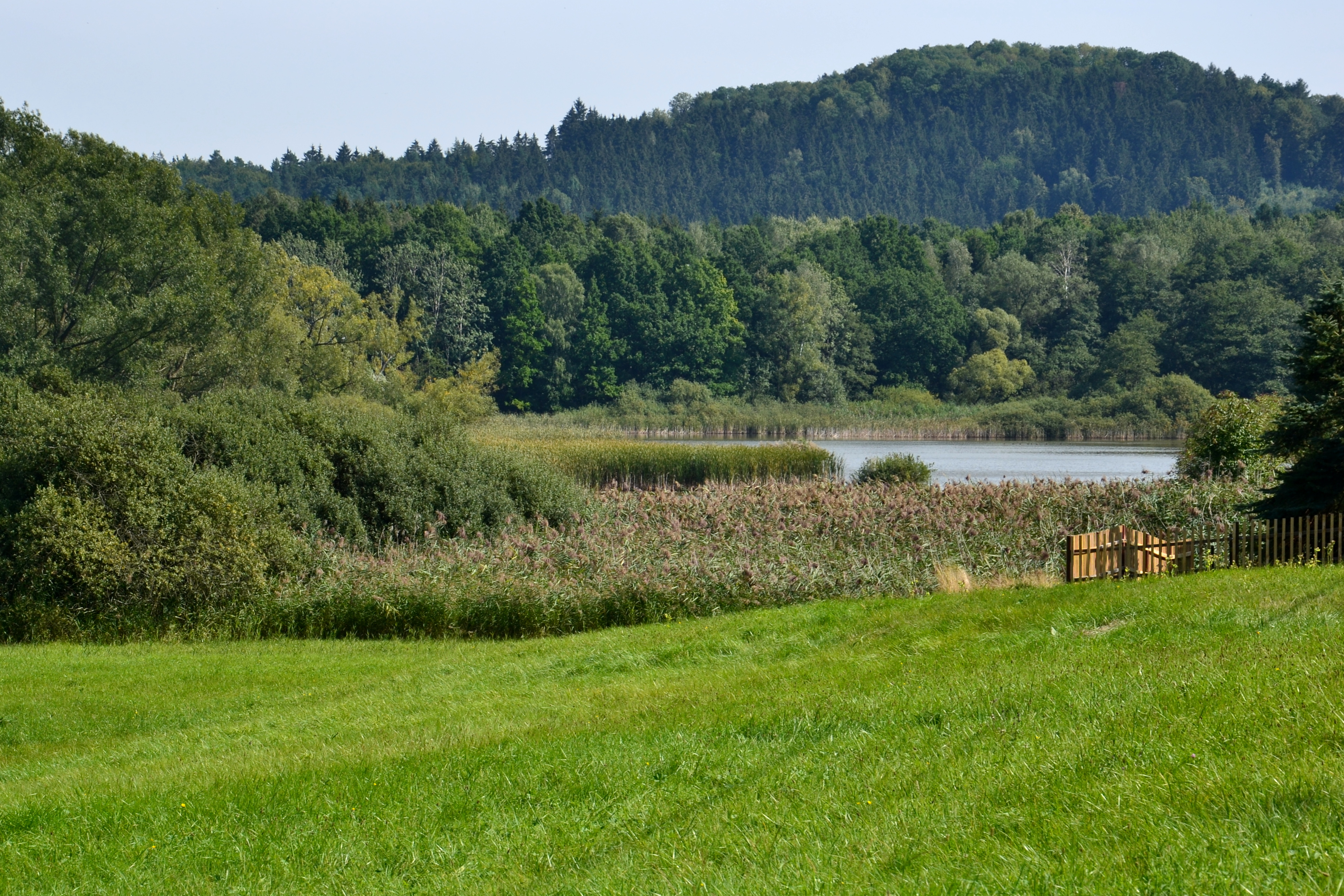
Přírodní rezervace Stará Oleška.